# Pozemské vesmírné lodě ve Hvězdné bráně
Po více než pěti letech výzkumu mimozemských technologií objevených na průzkumných misí, útratě miliard dolarů, postavení několika prototypů a mnoha nezdarech nakonec Země zkonstruovala svůj první kluzák založený na mimozemské technologii. Jednalo se o X-301, pozemsko-goa'uldský hybrid sestávající z goa'uldského kluzáku a pozemských součástí. Právě kvůli mimozemské technologii však letoun nebyl úspěšný. Po neúspěšných letových testech se Letectvo Spojených států rozhodlo postavit vlastní letoun založený na znalostech, které byly získány z mimozemských technologií. Výsledkem byl malý dvoumístný letoun F-302. Tyto letouny jsou v současnosti standardními útočnými bojovými letouny používanými v programu Hvězdné brány.
Výsledkem dalšího výzkumu integrace mimozemských technologií byl první (a na dlouhou dobu jediný) mezihvězdný bitevní křižník Prometheus. Zatímco F-302 se hravě vyrovná s nepřátelskými letouny podobného typu, Prometheus byl stále na horší úrovni než jsou nejvyspělejší bitevní křižníky významných ras v galaxii. Plány na lodě F-302 a BC-303 se sdílí s Rusy, v rámci dohody o zapůjčení jejich Hvězdné brány. Později za asistence Asgardů byla Země schopná postavit nové vyspělejší lodě třídy 304.

## X-301
Letoun X-301 byl prvním pozemským pokusem o letoun schopný letu do vesmíru a boji proti Goa'uldům. Je kombinací ukořistěných goa'uldských kluzáků a pozemských technologií. X-301 je vybavena goa'uldským inerciálním pohonným systémem, technologií stealth, která ho činí neviditelným radarem a 2 naquadahem obohacenými raketami AIM 120A, vybavenými modulátory frekvence štítů určených k proniknutí štítem goa'uldské mateřské lodi. Při konstrukci letounu se však nevědělo, že se od doby co Teal'c zradil Apophise, do letounů montují tzv. návratová zařízení. To zajistí, že v případě zcizení letounu kluzák převezme řízení a letí směrem k nejbližší apophisově planetě. To se stalo, když Jack O'Neill a Teal'c tento nový letoun testovali. Na poslední chvíli byli zachráněni, ale jediný prototyp odletěl k Apophisovi.
| Výrobce            | Země / spojení s Goa´uldskou technologií |
| Třída              | Stíhací/Bojový letoun                    |
| Délka              | N/A                                      |
| Šířka              | N/A                                      |
| Výška              | N/A                                      |
| Motory             | Pohonný systém goa'uldských gliderů      |
| Štíty              | Žádné                                    |
| Zaměřovací systémy | Naváděcí systém WGU-16/B                 |
| Výzbroj            | 2 AIM 120A vzduch-vzduch rakety          |
| Posádka            | 2 (pilot a kopilot)                      |
| Minimální posádka  | 1                                        |
| Ostatní systémy    | Návratové zařízení Technologie stealth   |

## F-302
F-302 je první kompletně lidmi navržený a postavený bojový letoun. Díky Jonasi Quinnovi a zjištění existence naquadrie byl k tomuto letounu navíc přidán i hyperpohon. Ten však kvůli nestabilitě naquadrie nikdy plně nefungoval. Je možné provést malé hyperprostorové skoky, ale kvůli nestabilitě naquadrie není možné dlouhé cestování hyperprostorem – tak malá loď jako je F-302 není schopná nijak kompenzovat energetickou nestabilitu. Proto nebyl hyperpohon již více přidáván k lodím této třídy.
Prototyp tohoto letounu měl název X-302 a po odzkoušení letounu byl název změněn na F-302. Tyto letouny se staly pomocnými obrannými prostředky Promethea, později všech lodí třídy 304, lidských mimozemských základen a Země. Letoun je vybaven inerciálními tlumiči schopnými kompenzovat přetížení s 90% efektivitou. F-302 je vyzbrojena modifikovanými naquadahem obohacenými raketami AIM-120 AMRAAM a railguny.
| Výrobce            | Země                                                                                    |
| Třída              | Stíhací/Bojový letoun                                                                   |
| Délka              | 14,26 m                                                                                 |
| Šířka              | 26,17 m                                                                                 |
| Výška              | 5,92 m                                                                                  |
| Motory             | 2 proudové motory 2 raketové motory (aerospike boosters) Hlavní raketový motor          |
| Palivo             | Naquadah                                                                                |
| Štíty              | Žádné                                                                                   |
| Trup               | Naquadahový kompozit                                                                    |
| Zaměřovací systémy | Počítačový zaměřovací systém                                                            |
| Navigační systémy  | Počítačové navigační systémy                                                            |
| Výzbroj            | 2 railguny 4 AIM-120 AMRAAM vzduch-vzduch rakety Taktická nukleární hlavice (volitelné) |
| Posádka            | 2 (pilot a kopilot)                                                                     |
| Minimální posádka  | 1                                                                                       |
| Ostatní systémy    | Kotevní svorky Technologie stealth                                                      |

## X-303 (X-303 Prometheus)
Tento projekt je vyústěním pozemské snahy o zkonstruování lodi schopné čelit útoku goa'uldských ha'taků. Prométheus je první lidmi kompletně navrženou a postavenou lodí, schopnou mezihvězdného cestování. Jeho stavba trvala téměř dva roky a stála několik miliard amerických dolarů.[zdroj?] Prométheus je prototyp zcela nového druhu lodí – následovníků X-302. Jeho primární systémy jsou odvozeny od goa'uldských systémů a všechny jejich součásti byly vyrobeny na Zemi, a to včetně kontrolních krystalů spojujících hlavní počítač a ovládací systémy lodi. Jediné co na Prométheovi nebylo vyrobeno Zemi jsou transportní kruhy. Tyto kruhy byly vymontovány z havarované goa'uldské lodi a pouze začleněny do systémů Prométhea (o čemž svědčí i to že jsou ovládány standardním goa'uldským ovládacím panelem). Loď je dlouhá necelých 200 metrů, její šířka je zhruba 60 a výška 70 metrů. Je vybavena třemi druhy pohonných systémů; generátorem antigravitačních vln pro změnu výšky v atmosféře, podsvětelnými, pravděpodobně iontovými motory a generátorem hyperprostorového okna. Primárně je loď napájena několika páry naquadahových reaktorů (vždy primární a sekundární). Je však také vybavena naquadriovým reaktorem, který slouží ke generování energie potřebné pro let hyperprostorem. Kvůli nestabilitě naquadrie musí být tento reaktor vybaven bufferem, který kompenzuje kolísání energetického výstupu z reaktoru. Bez této ochrany nejen že by se nedala určit rychlost letu lodi, ale mohlo by dojít k přetížení reaktoru a spuštění nezastavitelné řetězové reakce. Pro tento případ je možné jádro reaktoru odhodit z lodi
Loď byla zpočátku vybavena pouze řízenými střelami, většinou s naquadahem obohacenými jadernými hlavicemi, později byly přidány ještě railguny na obranu proti menším lodím a stíhacím letounům. K obraně je loď vybavena asgardskými (původně goa'uldskými) energetickými štíty, což jí umožňuje odolat i velice intenzivnímu útoku ha'taků. Kromě toho jsou v dolních palubách hangáry, umožňující přepravovat až 8 letounů F-302. Trup lodi je vyroben z čistého trinia, což ho činí velice odolným. Prométheus může při startu dosáhnout orbity planety během 30 sekund, počítáno od doby zažehnutí hlavních motorů. Při použití podsvětelných motorů je loď schopna dosáhnout maximální rychlosti 198 000 km/s což jsou téměř dvě třetiny rychlosti světla. Maximální dosažená rychlost při použití hyperpohonu byla prozatím spočítána na 1200 světelných let za minutu a záleží pouze na množství energie které má hyperpohon k dispozici. Poté, co byl X-303 odzkoušen, bylo rozhodnuto postavit celou flotilu těchto lodí; označení dalších lodí se změnilo na BC-303 (zkratka pro Battle Cruiser class 303). Ještě než však byla stavba plánované flotily započata, byl otevřen projekt Daidalos. Po jeho úspěšném dokončení byl Prométheus zmodernizován (nový hypermotor, začlenění asgardského transportního systému do systémů lodi) a sloužil jako výzkumná a obranná loď. Tři roky po svém prvním představení byl Prométheus vyslán na misi, při které měl zničit Orijský satelit. Ovšem štíty Prométhea neměly proti zbrani Oriů nejmenší šanci a jeho zbraně nedokázaly proniknout energetickým štítem satelitu. Loď byla třemi výstřely zničena. Při zničení Promethea zahynulo 39 členů jeho posádky včetně velitele plk. Pendergasta.
| Výrobce            | Země |
| Třída              | X-303/BC-303 |
| Délka              | 195 m |
| Šířka              | 80 m |
| Výška              | 65 m |
| Maximální rychlost | 180 000 km/s |
| Motory             | Podsvětelné motory Manévrovací motory Naquadriové reaktorové jádro (původně) Hyperpohon z Al'keshe (dočasně) Asgardský hyperpohon |
| Palivo             | Naquadah |
| Druh hyperpohonu   | Mezihvězdný (původně) Intergalaktický                                                                                             |
| Napájení           | Naquadahový generátor |
| Štíty              | Asgardské štíty |
| Trup               | Slitina naquadahu a trinia |
| Sensorové systémy  | Asgardské sensory |
| Zaměřovací systémy | Pozemské zaměřovací systémy |
| Navigační systémy  | Počítačové navigační systémy |
| Výzbroj            | 24 railgunů 12 vertikálních raketových baterií Mark IX a jaderné hlavice                                                          |
| Letouny            | 8 F-302 |
| Posádka            | 115+ |
| Minimální posádka  | 20 |
| Ostatní systémy    | Kruhy Únikové moduly Asgardský transportní paprsek                                                                                |

## Třída BC-304 (třída Daedalus)
Třída BC-304 nahradila Promethea, který byl jedinou lodí své třídy. První lodí této třídy byl USS Daedalus. Po zkušenostech s Prometheem byla vytvořena odlišná designová koncepce, a opraveny předešlé chyby. K goa'uldským transportním kruhům přibylo mnohem účinnější asgardské transportní zařízení. 
Později byly lodě třídy Daedalus dovybaveny asgardskými zbraněmi a jinou vyspělou technologií:
- Nyní už není třeba používat na přenášení osob a objektů rádiový přijímač přichycený na daném objektu či osobě. Nová technologie umožňuje zaměřit věc bez vysílačů. Ovšem hned první den nasazení Daedala bylo transportní zařízení upraveno, respektive byla odstraněna pojistka, která znemožňovala přenášení jakýchkoliv zbraňových systémů (kromě pár výjimek, např. přenesení jaderných hlavic na lodě Wraithů v seriálu Hvězdná brána: Atlantida).
- Mezigalaktický hyperpohon. Tento pohon je mnohem výkonnější než u X-303. Díky jeho rychlosti umožňuje překonat vzdálenost mezi Zemí a Atlantis přibližně za 18 dní bez ZPM, se ZPM během 4–5 dní.
- Štít je silnější a pomaleji se vybíjí. Odolá většině nebezpečných faktorů. S napájením ze ZPM dokonce i přímému zásahu výronem koronální hmoty z hvězdy.
- Jádro. BC-304 mají výkonnější jádro, které dovoluje napájet více sekcí při přesouvání energie. Ovšem posádky BC-304 této energie „navíc“ využívají k posílení štítu.
- Asgardské energetické paprsky – zbraňový systém vyvinutý Asgardy – odlišný od jejich dosavadních zbraní. Jedná se o paprsek s delší dobou trvání, který je schopný štít lokálně tak vytížit, že selže a pustí energii skrz. Je to jediná zbraň schopná zničit mocné Orijské mateřské lodě ale i Antické lodě třídy Aurora. Velice účinná je i proti Wraitským mateřským úlům. Dosud nebyla testována proti Goa'uldské lodi třídy Ha'tak nicméně při srovnání účinnosti proti Orijské mateřské lodi by tuto loď měla být schopna zničit na jednu salvu. Jedinou lodí, schopnou odolat zásahu touto zbraní, jsou wraithské úly vybavené ZPM, které jim umožňuje si nechat narůst dostatečně silný organický pancíř a propůjčuje jim velice silnou schopnost regenerace (což jim poskytuje odolnost i proti antickým střelám (dronům)).

| Výrobce            | Země |
| Třída              | BC-304 |
| Délka              | 200–225 m |
| Šířka              | 90–95 m |
| Výška              | 70–75 m |
| Maximální rychlost | 180 000 km/s |
| Motory             | Podsvětelné motory Manévrovací motory Asgardský hyperpohon (inter galaktický)                                              |
| Palivo             | Naquadah |
| Druh hyperpohonu   | Mezigalaktický |
| Napájení           | Naquadahový generátor ZPM asgardské napájecí jádro                                                                         |
| Štíty              | Asgardské štíty |
| Trup               | Slitina naquadahu a trinia                                                                                                 |
| Sensorové systémy  | Asgardské sensory |
| Zaměřovací systémy | Pozemské zaměřovací systémy                                                                                                |
| Navigační systémy  | Počítačové navigační systémy                                                                                               |
| Výzbroj            | 4 Asgardské plazmové paprskové zbraně 32 railgunů 16 vertikálních raketových baterií Mark III, VIII a IX Horizont (Apollo) |
| Letouny            | 16 F-302 |
| Posádka            | ~200 |
| Minimální posádka  | 2 |
| Ostatní systémy    | Dálkový vysílač Kruhy Asgardské výpočetní jádro Asgardský transportér Antické maskování (Odyssea)                          |

### Lodě třídy Daedalus
- Daedalus – Je první lodí svého typu pod velením plukovníka Stevena Caldwella. Jeho primárním účelem je spojení mezi Atlantidou a Zemí.
- Odyssey – Poprvé se objevila v epizodě 9. řady Narušená síť, kdy ji generál Landry poslal vysvobodit tým SG-1 . Následně byla použita na získání mnoha hvězdných bran, které ukradl Ba'al, nebo jeden z jeho asi tuctu klonů. V této první misi běžely systémy lodi na 90 %, přesto se loď postavila Ba'alovu ha'taku a třem ha'takům Lucianské aliance. Odyssey jako první loď zničila Orijskou mateřskou loď a je primárně určena pro obranu Země. Mimo to v desáté řadě navštívila Atlantidu, aby z galaxie Pegasus vytočili a zablokovali superbránu a zabránili vstupu Orijských lodí do naší Galaxie a Daniel Jackson na ní nainstaloval s použitím Merlinových znalostí maskování. Jako jediná loď této třídy je vybavena asgardským odkazem – jejich archivem – a ZPM. Velel jí plukovník Paul Emerson, který byl však zabit při obsazení lodi Luciánskou aliancí. Emersona nahradil plukovník Davidson.
- VMF Koroljov (ВМФ Королёв) – Tuto loď dostalo Rusko na samém konci deváté řady. Jejím prvním a posledním velitelem byl plukovník Chekov. Tato loď byla urychleně dokončena a zúčastnila se bitvy s Orii. V bitvě byla zničena, avšak zachránilo se šest členů posádky, Daniel Jackson, který se transportoval na Orijskou loď a plukovník Cameron Mitchell, který z poškozené lodi unikl v letounu F-302.
- Apollo – Je primárně určená pro Atlantis a zde se střídá s Daedalem v zásobování a obraně města. Ve čtvrté sérii byly obě lodě již vylepšené o asgardské zbraňové systémy vyslané do boje proti Asuranům spolu s koalicí ras z galaxie Pegasus a byly velice úspěšné (Asurani byli poraženi).
- George Hammond (dříve Phoenix) –  Poprvé se tato loď objevila v alternativní časové linii pod názvem Phoenix (epizoda 4×20 Poslední muž), kde byla přidělena k Atlantis a velela jí plukovník Samantha Carterová. Phoenix dlouho prováděl úspěšný partyzánský boj a zničil velké množství wraithských úlů, ale byl chycen do léčky a následně těžce poškozen. Plk. Carterová evakuovala posádku a sama provedla sebevražedný útok na wraithskou loď, která následně vybuchla a vzniklá tlaková vlna zničila další dvě wraithské lodě (to vše se stalo v alternativním vesmíru). Phoenix byl v díle (5×20 Nepřítel před branami) přejmenován na USS George Hammond, jako pocta generálu Hammondovi, který v seriálu zemřel na srdeční slabost stejně jako jeho představitel Don S. Davis. Hammond se jako první pozemská loď objevil v seriálu Stargate Universe, a to v pilotní dvojepizodě.
- Sun Tzu – Zmínka v díle 5×20 Nepřítel před branami. Velitel Apolla poslal Atlantidě zprávu, ve které se zmiňoval o tom, že Sun Tzu je poškozená a uniká z ní atmosféra. Pravděpodobně ale loď stále existuje. Podle producenta Josepha Mallozziho patří Čínské lidové republice.

### Sekce
Zde je popis jednotlivých sekcí lodi:
- Můstek: můstek je velice podobný jako na X-303. Uprostřed sedí velitel lodi, což je na Deadalu plk. Caldwell. Po jeho pravici sedí taktický a zbraňový důstojník, který ovládá štíty a zbraně. Po velitelově levici sedí pilot lodě. Pilot má na své konzoli radar a dvě pilotní páky, kterými ovládá celou loď. Za velitelem je 3D mapa, na ní velitel spolu s vybranými členy posádky vymýšlí plán pro nadcházející situaci. Okolo sedadel a mapy je spousta konzolí. Jsou to obrazovky, které ukazují stav lodi, radar, nepřátelské jednotky v okolí, hlášení o stavu atd., jsou tam především proto, aby měl velitel větší přehled, ale samozřejmě je používá i personál. Přední okno, ze kterého je výhled před loď, funguje také jako konzole, která zvýrazní všechny lodi ve výhledu.
- Hangáry: Jeden je na levé a druhý na pravé straně lodi. Jsou v nich většinou F-302, ale při některých misích, zvláště pro Atlantidu, v nich kotví Puddle Jumpery. Hangáry jsou prostorné, v každé je semafor, který ukazuje pilotům, kdy mají vystartovat. Všechny stíhačky obývají pouze jeden z hangárů, a to ze strategických důvodů (kdyby v jednom havarovala stíhačka a blokovala rampu, mohou piloti do druhé).
- Jídelna: K dostání tu je káva a občerstvení v jakoukoliv denní i noční hodinu. Při některých akcích je jídelna používána jako provizorní ošetřovna. V případě bojového konfliktu přichází jídelna o proud jako jedna z prvních sekcí.
- Obytné sekce: V obytných sekcích jsou ubytovaní členové posádky a hosté. Tyto sekci v případě bojového konfliktu přicházejí o proud.
- Odpočinková místnost pro piloty: V těchto místnostech odpočívají piloti před svými akcemi nebo po nich. Tyto místnosti jsou před vstupem do každého ze dvou hangárů.
- Strojovna: Z důvodu obsluhy asgardských technologií je na každé lodi jeden Asgard. V Deadalu je to Hermiod. Kromě něj jsou ve strojovně i stanoviště pro několik pozemských techniků. Ve strojovně je okno s výhledem na hyperpohon.